# Kuehne + Nagel
Pour les articles homonymes, voir Kühne et Nagel.
Kuehne + Nagel (parfois orthographié Kühne + Nagel) est un groupe d'entreprises spécialisé dans la logistique. Il s'agit de l'un des leaders mondiaux dans ce domaine, notamment en gestion de la chaîne logistique (supply chain management), transport maritime (1er mondial), fret aérien (2e mondial) et transport de marchandises par rail et route (3e mondial avec plus de 21 millions d'expéditions).
Créé en 1890 par August Kuehne et Friedrich Nagel à Brême (Allemagne), il est doté d'un effectif de 83 000 personnes, de 1 400 implantations réparties sur plus de 100 pays et d'une surface totale d'entreposage de plus de 6 millions de mètres carrés.

## Histoire
En 1890, August Kühne et Friedrich Nagel fondent une agence de commission de transport à Brême, en Allemagne. Elle se concentre au départ sur le coton. L'entreprise diversifie rapidement ses activités au groupage ferroviaire et maritime.
Elle commence son expansion internationale dans les années 1950, et transfère son siège social en Suisse en 1975. Kuehne + Nagel adopte une stratégie de croissance externe à l’échelle européenne après la cession des parts de la famille Kuehne au conglomérat britannique Lonrho Plc en 1981, puis globale après la réunification allemande et à la suite de la mise sur les marchés boursiers du groupe en 1992.
En 1954, l'entreprise ouvre son premier bureau en Afrique, à Johannesbourg. En 1978, l'entreprise s'implante en France.
En 2018, Kuehne + Nagel intègre le blockchain dans sa logistique informatique.
En février 2021, Kuehne + Nagel annonce l'acquisition pour un montant non dévoilé d'Apex International, une entreprise de logistique surtout présente en Asie, et ayant un chiffre d'affaires de 2,3 milliards de dollars. En juillet 2021, Kuehne + Nagel annonce qu'il va céder un quart (24,9 %) du capital d'Apex International Corporation à Partners Group, spécialiste zougois du capital-investissement.
À la suite de l'invasion de l'Ukraine par la Russie en 2022, Kuehne + Nagel suspend ses livraisons vers la Russie. En août 2022, la société fait son entrée (396e place mondiale, 9e place en Suisse) sur la liste Fortune Global 500 du magazine Forbes.

### Implication et enrichissement dans l'Allemagne nazie
En 1933, les deux frères associés Alfred et Werner Kühne (les fils du cofondateur August Kühne, décédé un an plus tôt) rejoignent le parti nazi. Ils évincent rapidement leur co-actionnaire juif, Adolf Maass, sans compensation en raison de sa religion après l'arrivée au pouvoir d'Hitler. Pendant la Seconde guerre mondiale, l'entreprise participe activement au transport, pour le compte du IIIe Reich, des biens mobiliers saisis aux déportés juifs établis en France, Belgique, Luxembourg et Pays-Bas : au moins 360 convois sont répertoriés rien qu'entre juin 1942 et août 1943. Si elle s'est considérablement enrichie à cette occasion, Kuehne + Nagel échappe cependant à toute forme de condamnation en collaborant dès la sortie de la guerre avec les services secrets européens et américains.

## Actionnaires
Les principaux actionnaires au 9 novembre 2019 sont :
| Klaus-Michael Kuehne               | 53,4 % |
| Kühne-Stiftung                     | 4,70 % |
| Harris Associates                  | 2,97 % |
| Davis Selected Advisers            | 2,79 % |
| BlackRock Investment Management    | 1,42 % |
| BlackRock Fund Advisors            | 1,29 % |
| Capital Research & Management G.O. | 1,27 % |
| The Vanguard Group                 | 1,21 % |
| Massachusetts Financial Services   | 1,17 % |
| Select Equity Group                | 1,08 % |

Le président honoraire de la société est Klaus-Michael Kühne, petit-fils du fondateur August Kühne.